# 邊山半島國立公園
邊山半島國立公園（：／ Byeonsan Bando Gungnip Gongwon */?）是位於韓國全羅北道扶安郡的海岸型國立公園。1988年6月11日與月出山國立公園被同時指定，總面積155平方公里。

## 沿革
- 1971年12月2日：邊山半島道立公園指定 (全羅北道公告第133號)。
- 1988年6月11日：國立公園昇格指定 (建設部告示第258號)。
- 1991年4月23日：國立公園業務移管 (建設部→內務部)。
- 1998年2月28日：國立公園業務移管 (內務部→環境部)。
- 2003年8月30日：邊山半島國立公園計劃變更 (154.644km²－邊山海水浴場解除)。

## 關聯區域
- 全羅北道
  - 扶安郡邊山面、保安面、上西面、鎭西面、下西面